# Allium rollovii
Allium rollovii är en amaryllisväxtart som beskrevs av Aleksandr Alfonsovitj Grossgejm. Allium rollovii ingår i släktet lökar, och familjen amaryllisväxter. Inga underarter finns listade i Catalogue of Life.